# Nuestra Señora de Begoña (Naguanagua)
Nuestra Señora de Begoña, es una advocación mariana de la Iglesia católica en Valencia, cuya imagen tiene su principal centro de culto en la Templo Parroquial Nuestra Señora de Begoña Naguanagua. Es la patrona del municipio Naguanagua, en el Estado Carabobo. El 15 de agosto los naguanagüense y carabobeños celebran y recuerdan a Nuestra Señora de Begoña con diferentes actividades.

## Orígenes de Nuestra Señora de Begoña
La veneración de María Santísima, bajo la advocación de Nuestra Señora de Begoña tiene su origen en la ciudad de Bilbao, al norte de España. Una mañana, unos campesinos notaron la aparición de la Madre de Dios entre las robustas ramas de una encina. 
Un día surgió la idea de construir una iglesia, que fue acogida con alegría por todos y decidieron hacerla en la cima de una montaña, porque desde allí todos la podían observar. Por lo que resolvieron trasladarla a lo alto de la colina, junto con los materiales necesarios para levantar la construcción. A la mañana siguiente encontraron la imagen en el lugar de la aparición, junto con los materiales acopiados para la obra. Lo que repitió en diversas oportunidades, hasta que la santa imagen reveló a los promotores de su insistente traslado, su deseo de permanecer en el sitio donde ella había aparecido; cuando un grupo de personas observaron que de los labios de la virgen salía una voz clara y distante pronunciando la palabra vascuence: Begoña, Begoña, que quiere decir en castellano: aquí me quedo, aquí deseo quedarme.

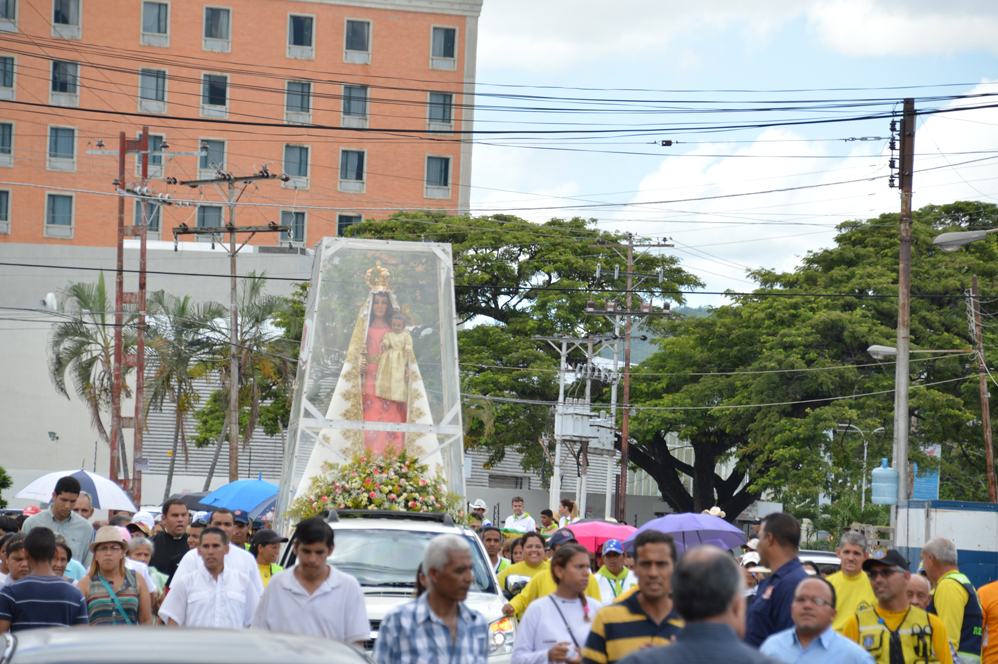
Cabalgata-Procesión

Parece ser que la presencia de Nuestra Señora de Begoña en Naguanagua está directamente ligada a la llegada de los primeros inmigrantes vizcaínos entre 1495 y 1519. Estos trajeron consigo su devoción, El 10 de marzo de 1782, el obispo Martí llegó a la ciudad de la Nueva Valencia del Rey, y se percató de «la necesidad de Pasto Espiritual que padecían los habitantes en el Sitio de Naguanagua…». Y es el 14 de mayo de 1782 cuando Mariano Martí, en su carácter de Obispo de Caracas, firmó el decreto que creaba la nueva parroquia.
El presbítero Juan Esteban Rodríguez de Lamas, quien al conocer la próxima creación de la parroquia eclesiástica de Naguanagua, propone como patrona a María Madre de Dios, bajo la advocación de Nuestra Señora de Begoña, a la vez que donó la imagen de Begoña que él veneraba en el oratorio de su hacienda, siendo él mismo quien institucionalizó sus fiestas mediante escritura de obligación notariada de fecha 6 de marzo de 1783. Se cree que desde el 15 de agosto de 1804, fecha en la cual la construcción de la iglesia llegó a su final, la imagen descansa en el santuario, que lleva el mismo nombre.

## Imagen de Nuestra Señora de Begoña
Talla de vestir policromada que representa a Nuestra Señora de Begoña, patrona del valle de Naguanagua. Fue donada en 1783 por el presbítero Juan Esteban Rodríguez. La figura viste túnica rosada elaborada en organza y manto azul con motivos florales bordados en hilo dorado a mano. Sostiene con su mano izquierda un cetro y un rosario, con la derecha al Niño Jesús, el cual viste una túnica blanca; tanto su cabeza como la de la Virgen están coronadas.

## Fiestas de Nuestra Señora de Begoña
Las fiestas patronales del municipio se celebran el 15 de agosto, día central de su patrona, Nuestra Señora de Begoña. La comunidad acude a la iglesia a las nueve de la mañana para participar en la misa y luego los feligreses se concentran en las puertas del templo a esperar la salida en procesión que recorre los alrededores de la plaza Bolívar acompañada de repiques de campanas, fuegos artificiales, velas encendidas, Santo Rosario y música de varios grupos criollos. Durante una semana se efectúan diversas actividades como toros coleados, retos musicales y deportivos. A partir del año 1996 comenzaron a organizarse exposiciones de orquídeas en honor a la Santa Patrona.

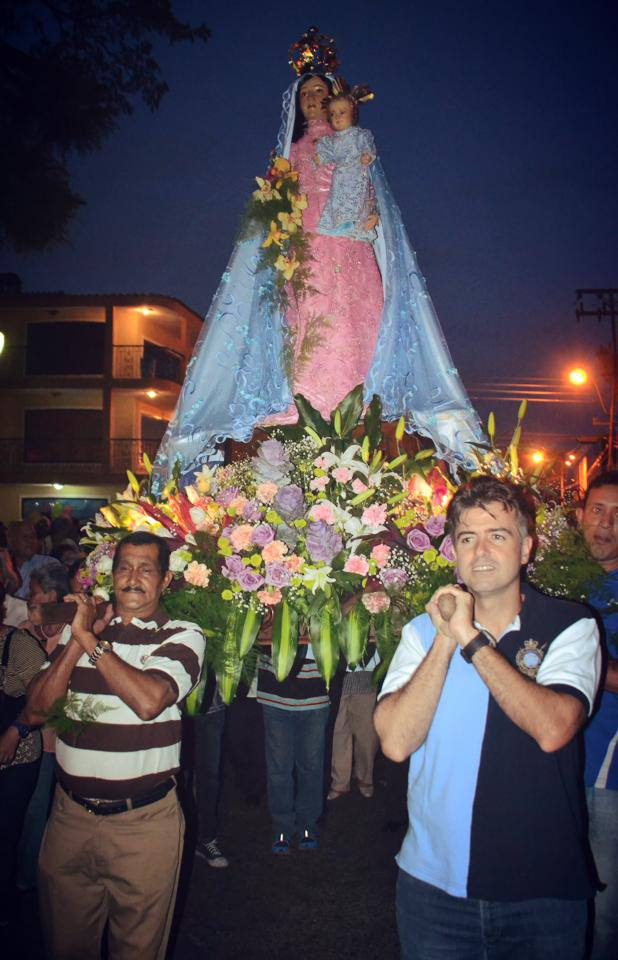